# Saraband for Dead Lovers
Saraband for Dead Lovers é um filme britânico de 1948, do gênero drama, dirigido por Basil Dearden e estrelado por Stewart Granger e Joan Greenwood.
Pomposo drama de fundo histórico, este foi o primeiro filme em cores do famoso Ealing Studios. Entretanto, dado seu fracasso nas bilheterias, o estúdio nunca mais realizou produções assim luxuosas.

## Sinopse
Alemanha, século XVII. A jovem Sofia Doroteia se vê obrigada a desposar, sem amor, o Príncipe Jorge Luís de Hanover, depois Rei Jorge I da Grã-Bretanha. Solitária e deprimida no castelo, Sofia apaixona-se pelo aventureiro sueco Conde Konigsmark. O casal planeja abandonar a Inglaterra e começar vida nova, mas a Condessa Platen, ciumenta ex-amante do conde, descobre a trama e conta tudo para o rei.

## Premiações
| Patrocinador                                  | Prêmio | Categoria                         | Situação |
| --------------------------------------------- | ------ | --------------------------------- | -------- |
| Academia de Artes e Ciências Cinematográficas | Oscar  | Melhor Direção de Arte (em cores) | Indicado |

## Elenco
| Ator/Atriz       | Personagem                       |
| ---------------- | -------------------------------- |
| Stewart Granger  | Konigsmark                       |
| Joan Greenwood   | Sofia Doroteia                   |
| Flora Robson     | Condessa Platen                  |
| Françoise Rosay  | Princesa-eleitora Sofia          |
| Frederick Valk   | Príncipe-eleitor Ernest Augustus |
| Peter Bull       | Príncipe Jorge Luís              |
| Anthony Quayle   | Durer                            |
| Michael Gough    | Príncipe Charles                 |
| Megs Jenkins     | Senhorita Busche                 |
| Jill Balcon      | Knesebeck                        |
| David Horne      | Duque George William             |
| Mercia Swinburne | Condessa Eleanore                |
| Noel Howlett     | Conde Platen                     |
| Barbara Leake    | Maria                            |